# Rosabent dunrygg
Rosabent dunrygg (Dryoscopus angolensis) är en fågel i familjen busktörnskator inom ordningen tättingar. Den förekommer i bergsskogar i Centralafrika. Beståndet anses vara livskraftigt.

## Utseende och läte
Rosabent dunrygg är en liten busktörnskata med kraftigt skilda dräkter mellan könen. Hanen är mestadels svart och grå, med vitt på strupen. Honan är brun på ryggen, grå på huvudet och beige undertill. Vanligaste lätet är ett stigande "cheeeu", men även olika grälande och skränande läten kan höras. Arten är något lik stornäbbad dunrygg, men hanen skiljer sig genom grått på övergump och undersida, medan honan är mindre och har också mindre inslag av rostrött i fjäderdräkten.

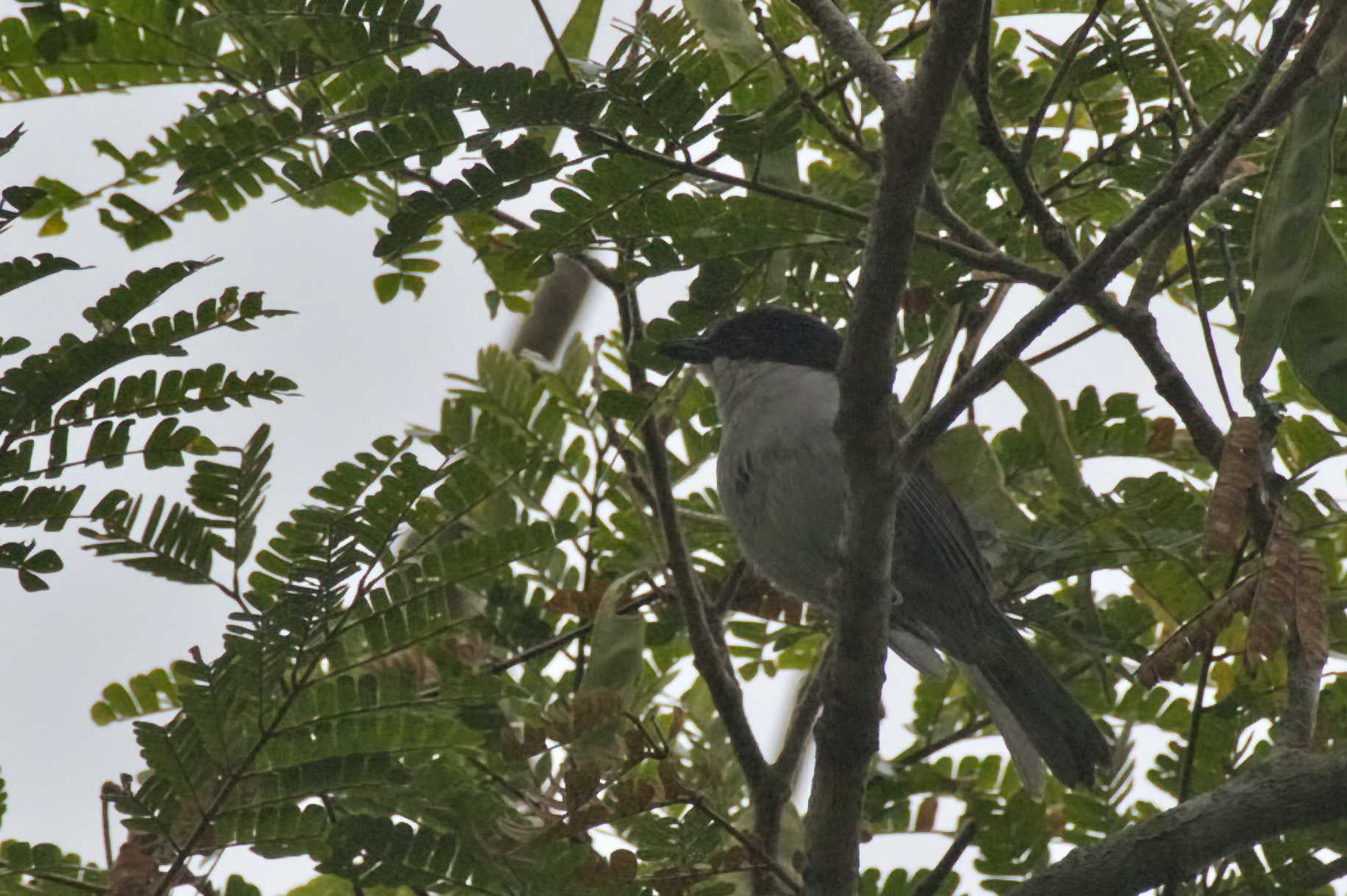

## Utbredning och systematik
Rosabent dunrygg delas här in i tre underarter med följande utbredning:
- Dryoscopus angolensis angolensis – förekommer i östra Nigeria, Kamerun, Gabon, Kongo, västra Kongo-Kinshasa och Angola
- Dryoscopus angolensis nandensis – förekommer i nordöstra Kongo-Kinshasa, allra sydligaste Sydsudan, Uganda, Rwanda, Burundi, västra Kenya och nordvästra Tanzania
- Dryoscopus angolensis kungwensis – förekommer i västra Tanzania (Kungwe-Mahare-regionen)

Ofta urskiljs även underarten boydi med utbredning i sydöstra Nigeria och västra Kamerun.

## Levnadssätt
Rosabent dunrygg förekommer i bergsskogar. Där ses den ibland slå följe med kringvandrande artblandade flockar.

## Status och hot
Arten har ett stort utbredningsområde, men tros minska i antal, dock inte tillräckligt kraftigt för att den ska betraktas som hotad. Internationella naturvårdsunionen IUCN listar arten som livskraftig (LC).